# Мабуя
Мабуя (Mabuya) — рід сцинкоподібних ящірок родини сцинкових (Scincidae). Представники цього роду мешкають на Карибах. Вони переважно живляться безхребетними, хоча деякі види є всеїдними. Живородні, мають високорозвинену плаценту, подібну до тієї, що є плацентарних ссавців. Можливо, більшість представників роду Mabuya вимерли внаслідок появи на островах інвазивних хижаків.
Раніше до роду Mabuya включали багато видів, що робило його сміттєвим таксоном. Мабуй, що походять зі Старого Світу, було переведено до родів Chioninia, Eutropis та Trachylepis, а американських мабуй — до родів Alinea, Aspronema, Brasiliscincus, Capitellum, Maracaiba, Marisora, Varzea та Copeoglossum.

## Види
Рід Mabuya нараховує 9 видів:
- Mabuya cochonae Hedges & Conn, 2012
- Mabuya desiradae Hedges & Conn, 2012
- Mabuya dominicana Garman, 1887
- Mabuya grandisterrae Hedges & Conn, 2012
- Mabuya guadeloupae Hedges & Conn, 2012
- Mabuya hispaniolae Hedges & Conn, 2012
- Mabuya mabouya (Bonnaterre, 1789)
- Mabuya montserratae Hedges & Conn, 2012
- Mabuya parviterrae Hedges, Lorvelec, Barre, Berchel, Combot, Vidal, & Pavis, 2016